# Nicolas Sahnoun
Nicolas Sahnoun (Burdeos, Francia, 3 de septiembre de 1980), futbolista francés, de origen argelino. Juega de volante y su actual equipo es el Racing Club de Ferrol. 
La temporada 2009-2010 jugó cedido en el Racing Club Ferrol de la 2ª División B española, club que ha militado en las últimas temporadas en la categoría de plata del fútbol español y que en dicha campaña descendió a 3ª División.

## Clubes
| Club                  | País       | Año       |
| --------------------- | ---------- | --------- |
| Girondins de Burdeos  | Francia    | 2000      |
| Fulham FC             | Inglaterra | 2000-2001 |
| Girondins de Burdeos  | Francia    | 2001      |
| AC Ajaccio            | Francia    | 2002      |
| Girondins de Burdeos  | Francia    | 2002-2004 |
| UD Almería            | España     | 2004-2005 |
| Stade Brest           | Francia    | 2005-2007 |
| Dijon FCO             | Francia    | 2007-2008 |
| Montpellier HSC       | Francia    | 2008-2009 |
| Racing Club de Ferrol | España     | 2009-2010 |

## Palmarés

### Campeonatos nacionales
| Título                         | Club       | País       | Año  |
| ------------------------------ | ---------- | ---------- | ---- |
| Football League First Division | Fulham FC  | Inglaterra | 2001 |
| Ligue 2                        | AC Ajaccio | Francia    | 2002 |